# Johann Neve
Johann Christoph Neve (* 12. April 1844; † 8. Dezember 1896 in Berlin) war ein deutscher Anarchist.

## Leben
Johann Neve spielte eine wichtige Rolle in der Entstehungsgeschichte des organisierten Anarchismus im deutschsprachigen Raum zur Zeit des Sozialistengesetzes. Seit Anfang der 1870er Jahre engagierte er sich aktiv in der Arbeiterbewegung. 
Er organisierte den illegalen Vertrieb der Zeitschrift Freiheit nach Deutschland und Österreich und kümmerte sich auch um den Vertrieb der Zeitschriften Der Rebell und Die Autonomie. 1887 wurde er von der belgischen Polizei in Lüttich verhaftet und „als Vagabund“ nach Deutschland ausgeliefert, wo er von einem Informanten identifiziert und angeklagt wurde wegen „Vergehen gegen das Dynamitgesetz,..., Anreizung zum Volksaufstand, Gotteslästerung, Majestätsbeleidigung, Verbreitung der „Freiheit“, des „Rebell“ und der „Autonomie““ (Zitat nach E.Horn/St.Kaufmann/U.Bröckling (Hrsg.), Grenzverletzer). 1887 wurde Neve in Lüttich verhaftet und im Oktober in Leipzig zu 15 Jahren Haft verurteilt. 
Am 8. Dezember 1896 starb er in nicht zurechnungsfähigem Zustand im Zuchthaus Moabit an den Folgen einer Tuberkulose. 
Die Umstände seiner Verhaftung, insbesondere die Rolle des Denunzianten, wurden nie aufgedeckt und führten zu einer Vielzahl von Kontroversen und Spekulationen besonders um die Rolle der Sozialdemokratie. 